# Trichosanchezia
- Commons
- Wikispecies

Trichosanchezia Mildbr., 1926, segundo o Sistema APG II, é um gênero botânico da família Acanthaceae, distribuido no Peru.

## Espécie
Trichosanchezia chrysothrix